# قرار مجلس الأمن التابع للأمم المتحدة رقم 1848
قرار مجلس الأمن التابع للأمم المتحدة رقم 1848 المتخذ بالإجماع في 12 ديسمبر 2008.

## القرار
جدد مجلس الأمن ولاية قوة الأمم المتحدة لمراقبة فض الاشتباك التي تشرف على وقف إطلاق النار بين إسرائيل وسوريا منذ عام 1974، ولمدة ستة أشهر تنتهي في 30 يونيو / حزيران 2009.
وباتخاذ القرار 1848 (2008) بالإجماع، دعا المجلس أيضا إلى تنفيذ قراره 338 لعام 1973، الذي يتطلب مفاوضات فورية بين الطرفين بهدف إقامة سلام عادل ودائم في الشرق الأوسط.
بالتزامن مع اتخاذ القرار، تلا أيضا نيفين يوريكا من كرواتيا، التي تتولى الرئاسة الدورية للمجلس لشهر كانون الأول / ديسمبر، بيانا أكد فيه أن التوتر سيستمر إلى أن يتم التوصل إلى سلام عادل ودائم في المنطقة (الوثيقة S / PRST / 2008/46).
في تقريره الأخير عن قوة الأمم المتحدة لمراقبة فض الاشتباك (الوثيقة S / 2008/737)، أوصى الأمين العام بان كي مون بتمديد القوة، مشيرًا إلى أنه في حين أن الوضع في مرتفعات الجولان كان «هادئًا بشكل عام» وإسرائيل وسوريا أجرتا محادثات سلام غير مباشرة، لا تزال المنطقة ككل متوترة. كما لفت السيد بان الانتباه إلى مبلغ 23.7 مليون دولار من الالتزامات غير المسددة لتمويل القوة.

## روابط خارجية
- نص القرار في undocs.org